# Quarry Visitor Center
Le Quarry Visitor Center est un office de tourisme américain situé dans le comté de Uintah, dans l'Utah. Protégé au sein du Dinosaur National Monument, il est inscrit au Registre national des lieux historiques depuis le 19 décembre 1986 et constitue un National Historic Landmark depuis le 3 janvier 2001.